# Statuto autonomo della Sardegna
Lo Statuto speciale della Sardegna è la carta fondamentale della Regione autonoma della Sardegna, approvato nel 1948 con legge costituzionale. Essa ha il potere di dettare legge su materie riguardanti ordinamento degli enti locali, agricoltura, foreste, edilizia urbanistica. Lo Statuto disciplina i tre organi della Regione, composta da: Consiglio regionale, Giunta regionale e presidente della Regione. Disciplina, inoltre, i rapporti con lo Stato e con il sistema delle autonomie locali in Sardegna e l'assetto della finanza pubblica.

## Storia
Lo statuto speciale della Sardegna, pur essendo una legge costituzionale varata nel secondo dopoguerra, ha una lunga storia legata alle varie iniziative di legge volte a normare una realtà geopolitica ritenuta peculiare.

### La Sardegna nel Settecento
Nel Settecento, le condizioni economiche della Sardegna erano gravi. Tra i diversi motivi vi erano le condizioni igieniche, la mancanza di strade e ponti che portavano all'impossibilità di circolazione della merce, delle persone e delle idee. Vittorio Amedeo II, all'epoca re di Sardegna, cercò di far quadrare il bilancio incoraggiando l'incremento della produzione di sale e tabacco e tramite l'esportazione di grano, bestiame, pelli e formaggi. Tuttavia, l'insufficiente conoscenza dell'isola portò i funzionari piemontesi ad adottare soluzioni inadeguate o parziali. 

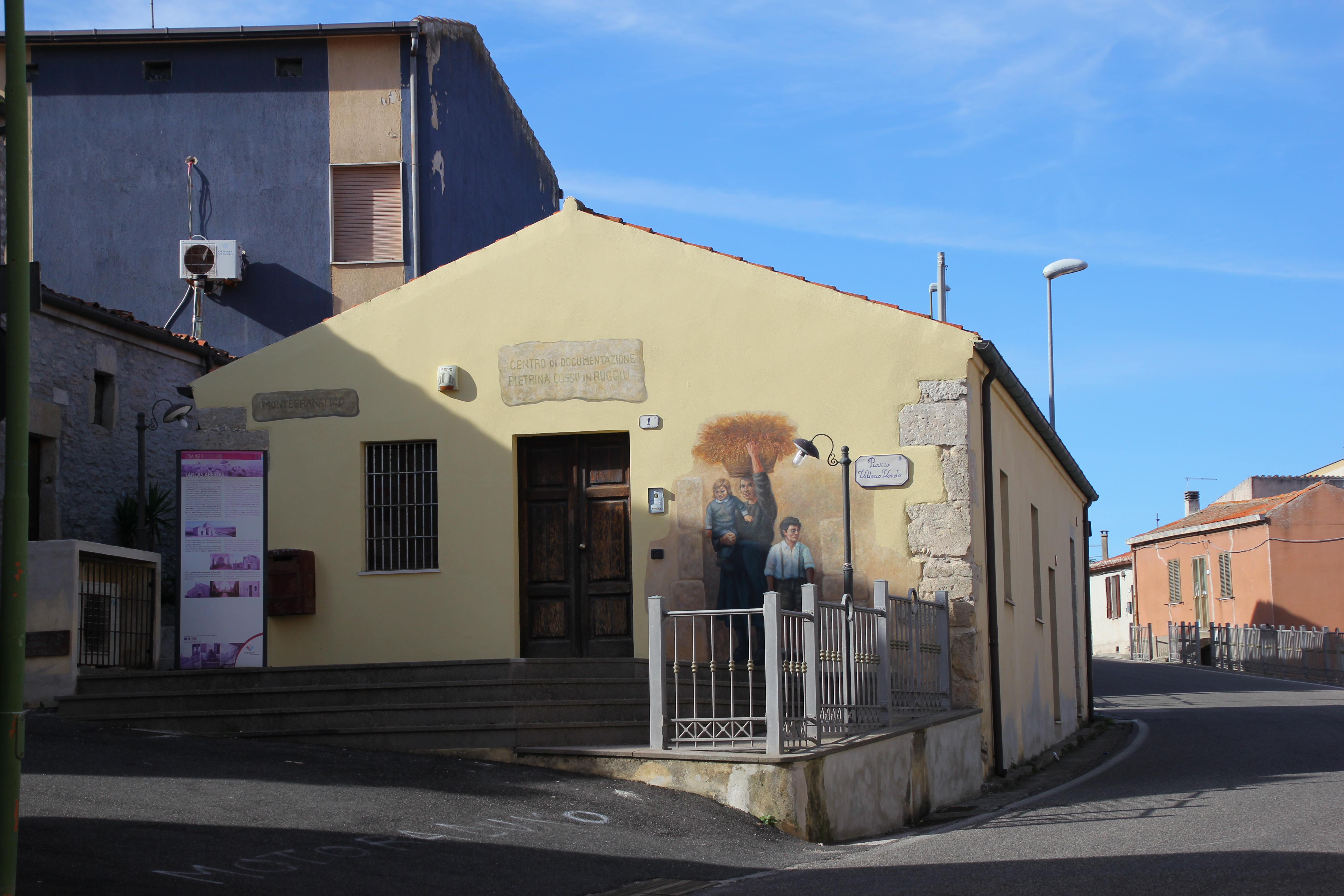
L'ex monte granatico di Cossoine

Tra queste riforme risultò utile per l'agricoltura la riorganizzazione dei monti frumentari o "granatici" (1767), che consisteva nella sottrazione dei contadini dall'usura prestando loro il grano per la semina; questo portò alla formazione di una nuova istituzione, quella dei monti nummari, i quali fornivano agli agricoltori l'acquisto di buoi e di strumenti da lavoro. Insufficienti furono altre riforme, come quelle intese a promuovere la raccolta di fieno, l'innesto degli olivastri, la coltivazione dei gelsi e degli olivi. Giuseppe Cossu, segretario della giunta dei monti frumentari fin dalla loro rifondazione nel 1767, non riuscì a fare approvare il suo piano di liberalizzazione del commercio dei grani. Andò invece a buon fine il tentativo di creare nuovi centri di colonizzazione nelle zone abbandonante. Inoltre, si cercò di stimolare l'aumento della popolazione favorendo matrimoni, tutelando la salute pubblica e aumentando la sorveglianza contro gli approdi abusivi da parte di navi proveniente da paesi colpiti da epidemie. Grazie a queste norme speciali indirizzate alla Sardegna, tra il 1728 e 1782 si registrò sull'isola un aumento della popolazione da 310.000 a 437.000 abitanti. Nel 1760 venne infine introdotta ufficialmente la lingua italiana a scapito di quelle iberiche (spagnolo e catalano) e native (quali il sardo) precedentemente impiegate; lo statuto ufficiale dell'italiano conobbe un ulteriore rafforzamento per mezzo di un altro decreto emanato quattro anni dopo.
Il diffuso malcontento della popolazione sarda per la persistenza degli abusi dovuti al feudalesimo (altrove già scomparso da tempo) e per l'intensificazione dell'indirizzo centralista sabaudo determinò, allo scoppio dei moti rivoluzionari sardi e l'espulsione dei piemontesi dall'isola, una prima frattura tra i due rami sardo e piemontese, nonché tra i feudatari sassaresi e cagliaritani.

### La Sardegna nell'Ottocento
Al centro dell'interesse dei riformatori per far rinascere l'isola vi era l'agricoltura. Il 6 ottobre 1820 si applicò l'editto delle chiudende che portò, però, a innumerevoli abusi a danno dei pastori e delle classi più povere, tanto che per eliminare questi abusi si decise di istituire un'apposita delegazione. Nel 1847, fu determinata l'abolizione della residua autonomia politica e amministrativa della Sardegna con la cosiddetta fusione perfetta, in maniera analoga all'atto di unione (Act of Union) tra l'Irlanda e la Gran Bretagna nel 1800. La situazione nell'isola, nel complesso, non migliorò. Il governo centrale ignorava le sue reali esigenze e inoltre vi furono un susseguirsi di annate sfavorevoli, durante le quali molti sardi, estromessi dal processo produttivo o costretti ad accettare basse retribuzioni, furono costretti ad emigrare, quando non nel continente, verso la sponda africana o le regioni dell'America centrale e meridionale.
A favore del miglioramento dell'agricoltura vi fu la caduta del prezzo di alcuni prodotti e l'aumento di produzione a basso costo, grazie all'impiego di macchine e all'utilizzo delle ferrovie transcontinentali e delle navi a vapore; tali mezzi consentirono un trasporto rapido ed economico, di cui allevatori e viticoltori approfittarono per esportare in Francia vino e bestiame. Tale processo fu interrotto a causa della decennale guerra doganale promossa dal governo italiano, tra il 1888 e 1898.
Tra le cause delle difficoltà dovute all'agricoltura vi erano la fillossera e il diffondersi dei caseifici, che portarono ad un aumento del prezzo del latte e ad una maggiore convenienza nel lasciare i terreni a pascolo piuttosto che a coltivarli; i pastori potevano permettersi di pagare affitti più alti, ma non i contadini, che invece risultarono maggiormente colpiti dalla crisi.

#### Inchieste parlamentari nella seconda metà dell'Ottocento
Nel 1868, la Camera dei deputati decise di svolgere la prima inchiesta parlamentare . La presidenza venne affidata ad Agostino Depretis, ma la relazione non venne mai pubblicata. La seconda inchiesta parlamentare si svolse nel 1885, dal deputato Francesco Salaris . L'inchiesta riguardava la proposta dei modi con cui si potessero risollevare le sorti dell'agricoltura: 
- riaccorpamento della proprietà fondiaria
- rimboschimento
- correzione del corso delle acque
- migliore organizzazione del credito agrario e fondiario
- istruzione agraria

In una terza inchiesta si svolse nel 1896 e fu affidata al deputato Francesco Pais Serra. L'inchiesta espose problemi riguardo alla vita pubblica dell'epoca e prendeva in esame problemi riguardanti la questione sarda, esaminata in alcuni suoi aspetti economici. Le soluzioni che il Pais prese in considerazione furono la concessione all'isola, che fu esclusa a priori in quanto richiedeva una modifica alla costituzione dello Stato, e una legislazione speciale per la riduzione delle imposte e delle tariffe ferroviarie e marittime, l'abolizione della tassi di fabbricazione e vendita dell'alcool, l'abolizione del monopolio del tabacco, la riorganizzazione del credito necessario dopo il fallimento delle diverse banche.

#### La prima legge speciale per la Sardegna
Mentre il Pais svolgeva le sue inchieste, fu presentata e approvata dal Parlamento la prima legge speciale per la Sardegna. La legge 2 agosto 1897, n.382 era divisa in quattro capi: il primo, dedicato all'amministrazione e alla sicurezza pubblica, disponeva la riunione dei comuni in consorzi obbligatori per lo svolgimento di determinati compiti e dava facoltà al governo centrale di provvedere, con determinate regole, la ricostituzione delle compagnie barracellari e dei monti di soccorso, investiti del compito di prestare ai contadini il grano per la semina; il secondo capo, dedicato al miglioramento agrario, stabiliva che in ciascun capoluogo di provincia venisse istituita una giunta di arbitri, che si preoccupasse dell'assegnazione delle terre ademprivili e di omologare le transazioni intervenute; nel terzo capo, dedicato alla sistemazione idraulica, si stanziava la cifra di otto milioni per la correzione dei corsi d'acqua, di bonifica e di rimboschimento; il quarto gruppo, dedicato alla tassa sugli spiriti, esentava infine dalla tassa di distillazione l'alcool prodotto in Sardegna e consumato all'interno dell'isola.

### Le nuove leggi speciali di inizio Novecento
Il 28 luglio 1902 venne approvata una seconda legge speciale, che andava a modificare le norme ralative ai monti di soccorso, alla Giunta d'arbitri, ai lavori di sistemazione autonoma e alla Cassa ademprivile. Quest'ultima venne divisa in due sezioni autonome, una con sede a Cagliari e l'altra a Sassari. Le due leggi del 1897 e del 1902 vennero integrate dalla nuova legge speciale 14 luglio 1907 n.562.
Le tre leggi speciali vennero infine integrate in un testo unico approvato il 10 novembre 1907 n.844. Nel testo, suddiviso secondo otto titoli, vennero raccolte le disposizioni relative a: 
- credito agrario
- miglioramento agrario ed irrigazione
- sistemazione idraulica
- viabilità
- opere portuali
- tassa sugli spiriti
- istruzione pubblica
- argomenti diversi quali le agevolazioni ai Comuni

In seguito fu istituito un ufficio speciale per la Sardegna, il cui compito era quello di curare e sollecitare l'applicazione delle leggi speciali.

### Il dibattito sulla legislazione speciale
Nel 1914 ci furono delle discussioni in merito all'utilità delle leggi speciali per raggiungere gli scopi prestabiliti, tra queste anche la legge del 1907 alla quale fu dedicato un convegno (convegno di Castel S.Angelo) organizzato dall'associazione dei sardi residenti a Roma e che si tenne dal 10 al 15 maggio 1914 a Castel Sant'Angelo.
Intanto fu approvata una nuova legge nota come legge del miliardo, con la quale veniva disposta la spesa di un miliardo per l'esecuzione di due tipi di opere pubbliche: opere per trasformare l'ambiente naturale, utile per ottenere una maggiore produzione e opere per migliorare il tenore di vita delle popolazioni.

## L'Autonomia

### L'Alto commissario e la Consulta regionale
Dopo la seconda guerra mondiale, la situazione in Sardegna si aggravò, a causa dei danni dovuti ai bombardamenti e della temporanea interruzione dei rapporti con la terraferma italiana. Per mezzo del RDL 27 gennaio 1944, n.21, si provvedette alla nomina di un Alto commissario, deputato a esercitare poteri civili; la sua carica fu ceduta dal Comando militare e dipendeva direttamente dal capo di governo del Regno del Sud. 
Il primo decreto fu integrato dal RDL 16 marzo 1944 n.90, che istituiva, inoltre, una Giunta consultiva, di sei membri, che assisteva l'alto commissario. Nacquero così due società sarde, il cui proposito era strettamente quello di assicurare i collegamenti marittimi (Sardamare) ed aerei (Airone) col continente. 
Nel frattempo fu istituita la prima legge speciale post-fascista, la L. 28 dicembre 1944 n.417, che segnò l'avvio della vita democratica dell'isola, tramite l'istituzione, presso l'Alto commissariato, di una Consulta regionale di 18 membri. La Giunta consultiva fu sostituita dalla Consulta, la quale aveva il compito di esaminare i problemi dell'isola, di proporne soluzioni e di formulare proposte per il futuro. Il 29 aprile 1945 si tenne la prima riunione della Consulta, durante la quale vennero discussi problemi riguardante la politica economica e commerciale; la riunione fu seguita anche dall'Alto Commissario, che con due ordinanze autorizzò l'esportazione e l'importazione per assicurare l'approvvigionamento delle merci con la terraferma. In seguito vennero stabilite le basi per un futuro regime autonomistico, per il quale si batterono diverse opinioni sia in Sardegna sia in continente. 
Lo studio per il futuro ordinamento autonomistico passò dalla Consulta a una commissione speciale, che ad agosto deliberò la compilazione di uno schema di Statuto al Partito Sardo d'Azione e ne pubblicò una parte nel suo giornale. La Consulta affidò l'esame alla Commissione. La concessione del regime autonomistico doveva, però, essere una conquista politica, per la quale era necessario sottoporre il progetto di Statuto speciale a referendum.

### Il progetto di statuto regionale
Durante la prima riunione, tenutasi il 7 novembre 1946, venne nominata una nuova Commissione per lo studio dell'ordinamento regionale, la quale si divise in due sottocommissioni: una per i problemi politici e costituzionali, l'altra per i problemi economici e finanziari. Tra il dicembre del 1946 ed il gennaio 1947 si procedette all'esame di uno schema di Statuto della Regione autonoma della Sardegna, nel quale si prevedevano speciali interventi dello Stato centrale intesi a promuovere la rinascita dell'isola. Conclusa la discussione sul primo schema, la Commissione speciale della Consulta tenne numerose riunioni in Sardegna, a Sassari e Nuoro, e in continente a Roma, per conoscere le opinioni delle autorità periferiche e dei parlamentari sardi, mentre i problemi più generali vennero discussi anche nei diversi giornali dell'isola.
Il 15 aprile 1947, venne posto in esame dalla Consulta il progetto di Statuto speciale. La discussione durò otto giorni e fu aperta dall'alto commissario gen. Pinna.
In base al progetto, quale compromesso emerso da una pluralità di opinioni che spaziavano dal totale rifiuto dell'autonomia (PCI e MSI) al temperato conferimento di una devoluzione di poteri politico-amministrativi (DC) alla costituzione più radicale di uno stato federato (Partito Sardo d'Azione), la Regione aveva la facoltà di esercitare il proprio potere legislativo in materie quali: acque minerali e termali, agricoltura e foreste, piccole bonifiche e opere di miglioramento agrario e fondiario, artigianato, biblioteche e muse degli enti locali, caccia e pesca, disciplina dei diritti demaniali sulle acque pubbliche, disciplina dei diritti demaniali e patrimoniali indisponibili relativi alle miniere cave e saline, disciplina degli istituti di credito e risparmio regionali, edilizia e urbanistica, espropriazioni per pubblica utilità non riguardanti opere a carico dello Stato, fiere e mercati, istruzione tecnico-professionale e artigiana, lavori pubblici a esclusivo carico della Regione, polizia locale urbana e rurale, trasporti su linee automobilistiche e tramvie, linee marittime ed aree di cabotaggio fra i i porti e gli scali della Regione, turismo, industria alberghiera, pubblici spettacoli, usi civici. In altre materie, la Regione poteva legiferare nell'ambito dei principi stabiliti con legge dello Stato. Inoltre aveva facoltà di emanare norme in materia d'istruzione di ogni ordine e grado e ordinamento degli studi, lavoro, previdenza e assistenza sociale.

### La nascita dello statuto autonomistico
Nel dicembre 1947, i consiglieri Sailis e Soggiu illustrarono alla Commissione speciale il progetto definitivo dello Statuto speciale per la Sardegna, approvato dalla Consulta. Nel corso della discussione fu però respinta la proposta del Partito Sardo d'Azione, in merito alla dimissione da parte dell'assemblea in caso di mancata approvazione dello Statuto. Purtuttavia, con la legge costituzionale 26 febbraio 1948 n. 3 l'Assemblea Costituente approvò lo Statuto speciale per la Sardegna, nella forma di un testo modificato da quello approvato dalla Consulta e pubblicato nella Gazzetta Ufficiale n. 58 del 9 marzo 1948.   
Passarono altri mesi prima che la Regione venisse costituita, oltre che di diritto, di fatto.
L'8 maggio 1949 si tennero le prime elezioni regionali nell'isola.

### Modifiche successive
L'ultima modifica allo statuto speciale è avvenuta con la La Legge Costituzionale 31 gennaio 2001, n. 2.